# Сповідальне лютеранство
Сповідальне лютеранство — напрям в лютеранстві, що характеризується визнанням незмінного Аугсбурзького віросповідання і Книги згоди 1580 року як вірного тлумачення Священного Писання і стандарту богослов'я та церковного життя. Конфесійне лютеранство є в першу чергу богословським рухом, тому серед сповідальних церков спостерігається помітне розмаїття в питаннях літургійного життя і церковного управління, які лютеранське богослов'я вважає адіафорою.

## Історія виникнення
Витоки сповідального лютеранства сходять до лютеранської ортодоксії, яка протистоїть впливу католицизму з одного боку і кальвінізму з іншого. Формула Злагоди, складена Мартіном Хемницем, Якобом Андрее та іншими впливовими теологами, окреслила контури сповідального лютеранського богослов'я. У XVII-XVIII століттях, за підтримки німецьких князів, основи лютеранської ортодоксії стали розмивати раціоналізм і пієтизм.
Апогеєм цих подій стала прусська унія 1817 року. Прусський король Фрідріх Вільгельм III об'єднав лютеранські і реформатські громади на підвладних йому землях. Унія не була прийнята консервативно налаштованими лютеранськими пасторами і мирянами, які почали піддаватися тиску. Цей рух став називатися старолютеранами. Згодом старолютерани заснували незалежну від держави Євангелічно-лютеранську церкву Пруссії, яка була визнана владою в 1845 році. Ця церква стала ядром Незалежної євангелічної лютеранської церкви Німеччини. Частина старолютеран вирішила емігрувати в Америку, Австралію і Нову Зеландію.

## Сучасний стан
На 2013 рік у світі існують дві всесвітні організації, що об'єднують церкви, що позиціонують себе як сповідальні: Міжнародна лютеранська рада і Конфесійна євангелічно-лютеранська конференція.
Міжнародна лютеранська рада створена в 1993 році. До неї входять більше тридцяти сповідальних лютеранських церков, на які складається 3,45 мільйона осіб, що складає близько 5 % лютеран всього світу. З них 2,4 припадає на Лютеранську церкву — Міссурійський синод. Крім ЛЦ-МС, найбільшими церквами в МЛС є Незалежна євангельська лютеранська церква Німеччини, Євангелічно-лютеранська церква Бразилії і Лютеранська церква — Канада. На території колишнього СРСР в склад МЛС входить Євангелічно-лютеранська церква Інгрії .
Конфесійна євангелічно-лютеранська конференція також створена в 1993 році. У КЕЛК входить більше двадцяти церков по всьому світу, включаючи Вісконсінський євангелічно-лютеранський синод, Євангелічно-лютеранський синод, а також Українську лютеранську церкву і Євангелічно-лютеранську церкву «Згода», розташовану в Україні й Росії, відповідно.
Євангелічно-лютеранська церква Кенії, Євангелічно-лютеранська церква Ліберії, Євангелічно-лютеранська церква Латвії, Євангелічно-лютеранська церква Литви (в яку входить Самостійна євангелічно-лютеранська церква в Республіці Білорусь), Євангелічно-лютеранська церква Португалії і Сибірська євангелічно-лютеранська церква є партнерськими церквами ЛЦМС й мають з ним спілкування кафедри і вівтаря.
Лютеранська церква — Канада підтримує Синод євангелічно-лютеранських церков України і Лютеранську церкву — Синод Нікарагуа. Завдяки роботі аргентинських місіонерів з'явилася сповідальна Євангелічно-лютеранська церква Іспанії.
У Швеції існує Місіонерська провінція, а у Фінляндії — Фонд Лютера. Формально засновані як сповідальний рух всередині національної церкви, де-факто являють собою незалежні деномінації. З ЛЦМС співпрацюють Сілезька євангелічно-лютеранська церква, Євангелічна церква Аугсбурзького віросповідання в Польщі, Євангелічна церква Аугсбурзького віросповідання в Словаччині, Євангелічно-Лютеранська Церква в Республіці Казахстан, Євангелічно-лютеранська церква «Згода» у Киргизстані та інші лютеранські деномінації, що входять у Всесвітню лютеранську федерацію, але зберігають консервативне лютеранське вчення.
Також в Північній Америці діють Церква лютеранського віросповідання і кілька інших невеликих сповідальних лютеранських синодів. Приналежність до сповідального лютеранства Північноамериканської лютеранської церкви і Лютеранських громад в місії Христа (Lutheran Congregations in Mission for Christ) оспорюється через те, що обидва об'єднання практикують жіночу ординацію.
Про належність до сповідального лютеранству заявляє Євангелічно-лютеранська церква Аугсбургського віросповідання.